# Zagroble (Kalników)
Zagroble – część wsi Kalników w Polsce, położone w województwie podkarpackim, w powiecie przemyskim, w gminie Stubno.
W latach 1975–1998 Zagroble administracyjnie należało do województwa przemyskiego.
Wśród mieszkańców popularniejsza jest nazwa "Zagreble". Znajduje się tu kościół pod wezwaniem św. Andrzeja apostoła, wybudowany w 1913 roku na polecenie małżonki Bolesława Orzechowicza, Wandy.
Zagreble dzieli się na m.in. na Kolonię, Zastaw i Czeremosznie.